# Белу ле Тришар
Белу ле Тришар (фр. Bellou-le-Trichard) насеље је и општина у северној Француској у региону Доња Нормандија, у департману Орн која припада префектури Мортањ о Перш.
По подацима из 2011. године у општини је живело 237 становника, а густина насељености је износила 24,51 становника/km². Општина се простире на површини од 9,67 km². Налази се на средњој надморској висини од 180 метара (максималној 196 m, а минималној 110 m).

## Демографија
| 1962. | 1968. | 1975. | 1982. | 1990. | 1999. | 2011. |
| ----- | ----- | ----- | ----- | ----- | ----- | ----- |
| 251   | 274   | 221   | 190   | 180   | 202   | 237   |

График промене броја становника у току последњих година